# Distrito de Ostánkinsky
Ostankinsky (en ruso: Оста́нкинский райо́н), también llamado simplemente Ostánkino (Оста́нкино), es un distrito administrativo (raion) del Distrito Administrativo del Noreste, y uno de los 125 raiones de Moscú, Rusia. El centro de exposiciones VDNJ y la Torre Ostánkino, la estructura más alta de Europa, se encuentran en Ostánkinsky. El distrito está conectado por el monorraíl de Moscú. El distrito de Ostánkinsky lleva el nombre de la aldea de Ostánkino que existía en su sitio antes de la urbanización.